# Ergometr
Ergometr – rodzaj przyrządu pomiarowego, który służy do pomiaru ilości wykonywanej pracy przez mięśnie.
Najczęściej używane ergometry to:
- ergometr rowerowy,
- ergometr wioślarski,
- ergometr kajakowy.

Przeczytaj ostrzeżenie dotyczące informacji medycznych i pokrewnych zamieszczonych w Wikipedii.